# Centris rufosuffusa
Centris rufosuffusa är en biart som beskrevs av Cockerell 1935. Centris rufosuffusa ingår i släktet Centris och familjen långtungebin. Inga underarter finns listade.